# Saint-Côme (Francja)
Saint-Côme – miejscowość i gmina we Francji, w regionie Nowa Akwitania, w departamencie Żyronda.
Według danych na rok 1990 gminę zamieszkiwało 256 osób, a gęstość zaludnienia wynosiła 43 osób/km² (wśród 2290 gmin Akwitanii Saint-Côme plasuje się na 923. miejscu pod względem liczby ludności, natomiast pod względem powierzchni na miejscu 1360.).